# Sabbio Chiese
Sabbio Chiese är en ort och kommun i provinsen Brescia i regionen Lombardiet i Italien. Kommunen hade 3 951 invånare (2018).